# Aéroport international Galileo-Galilei de Pise
Pour les articles homonymes, voir Galileo Galilei (homonymie), Galileo et Galilei.
L'aéroport international Galileo-Galilei ou aéroport de Pise, code IATA : PSA • code OACI : LIRP, est un aéroport situé à 1 km au sud de la ville de Pise en Italie. Il s'agit de l'un des principaux aéroports en Toscane, avec celui de Florence.
Le nom de l'aéroport fait référence à Galilée, le fameux  physicien et astronome italien du XVIIe siècle né à Pise.
Près de 4,5 millions de passagers ont transité par l'aéroport en 2012. Il possède également une gare desservant les gares de Pise et Florence.

## Situation

### Carte des aéroports en Italie
| \| 100 km1:7 506 000 \| Abruzzes Alghero Ancône Bari Bergame Bologne Bolzano Brescia Brindisi Cagliari Catane Comiso Grosseto Coni Elbe Florence Foggia Gênes Lamezia Terme Lampedusa Milan L. Milan M. Naples Olbia Palerme Pantelleria Parme Pérouse Pise Reggio de Calabre Rimini Rome C. Rome F. Salerne Trapani Trévise Trieste Turin Venise Vérone |
| 100 km1:7 506 000 |

## Compagnies aérienneset destinations
| Compagnies            | Destinations |
| --------------------- | --- |
| Aegean Airlines       | En saison: Athènes E.-Venizélos |
| Aer Lingus            | En saison: Dublin |
| Air Albania           | Tirana-Mère-Teresa |
| Air Arabia Maroc      | Casablanca-Mohammed-V |
| airBaltic             | En saison: Riga |
| Air Dolomiti          | Francfort |
| Albawings             | Tirana-Mère-Teresa |
| British Airways       | Londres-Heathrow |
| easyJet               | - Bristol, - Londres-Gatwick, - Londres-Luton, - Manchester, - Paris-Charles de Gaulle, - Paris-Orly En saison: Amsterdam, Berlin-Brandebourg |
| Edelweiss Air         | En saison: Zurich |
| Eurowings             | En saison: Cologne/Bonn-K. Adenauer |
| flydubai              | Dubaï |
| Jet2.com              | En saison: Birmingham, Leeds-Bradford, Manchester |
| Norwegian Air Shuttle | En saison : Copenhague-Kastrup, Helsinki-Vantaa , Oslo-Gardermoen, Stockholm-Arlanda |
| Ryanair               | - Alghero-Fertilia, - Bari-Karol Wojtyła, - Berlin-Brandebourg, - Birmingham, - Brindisi Papola/Casale, - Bucarest-H. Coandă, - Budapest-Ferenc Liszt, - Cagliari, - Catane-Fontanarossa, - Charleroi Bruxelles-Sud, - Comiso, - Dublin, - Édimbourg, - Eindhoven, - Fuerteventura, - Gérone-Costa Brava, - Cracovie-Jean-Paul II, - Lamezia Terme, - Las Palmas/Gran Canaria, - Lisbonne-H. Delgado, - Londres-Stansted, - Madrid-Barajas, - Malaga-Costa del Sol, - Malte, - Manchester, - Marrakech-Ménara, - Palerme Falcone-Borsellino, - Palma de Majorque, - Paphos, - Paris-Beauvais, - Prague-Václav-Havel, - Séville-San Pablo, - Stockholm-Arlanda, - Ténériffe-Sud Reine Sofia, - Trapani-V. Florio (Birgi), - Valence, - Wrocław-N. Copernic En saison: - Billund, - Céphalonie, - Corfou-I. Kapodístrias, - Cork, - East Midlands, - Gdańsk-L. Wałęsa, - Glasgow Prestwick, - Göteborg, - Ibiza, - La Canée I.-Daskaloyánnis, - Memmingen, - Rhodes-Diagoras, - Skiathos-A. Papadiamándis, - Varsovie-Modlin (Mazovie), - Vienne-Schwechat, - Zadar |
| Scandinavian Airlines | En saison: Copenhague-Kastrup, Oslo-Gardermoen, Stockholm-Arlanda |
| Silver Air            | Île d'Elbe |
| Transavia             | Amsterdam |
| Volotea               | En saison: Nantes-Atlantique, Olbia-Costa Smeralda |
| Wizz Air              | Bucarest-H. Coandă, Catane-Fontanarossa, Tirana-Mère-Teresa |

Édité le 06/01/2019  Actualisé le 12/01/2023

## Statistiques passagers
Le graphique qui aurait dû être présenté ici ne peut pas être affiché car il utilise l'ancienne extension Graph, désactivée pour des questions de sécurité. Des indications pour créer un nouveau graphique avec la nouvelle extension Chart sont disponibles ici.

Voir la requête brute et les sources sur Wikidata.